# Gamma
A gamma (Γ γ) a görög ábécé harmadik betűje, körülbelül a g betű és hang.
A γ betűhöz kapcsolódó fogalmak:
- Felületi feszültség

- gamma-aminovajsav
- gamma-eloszlás
- gamma-függvény
- gammaglobulin
- gamma-kitörés
- gamma-sugárzás
- γ (gamma): a tömeg régebben használt mértékegysége. 1 γ = 1 μg = 10−9 kg[1]
- Γ teljesítmény átviteli tényező (villamosságtan)